# 10e cérémonie des Oscars
La 10e cérémonie des Oscars du cinéma s'est déroulée le 10 mars 1938 à l'Hôtel Biltmore à Los Angeles, Californie.
La cérémonie est présentée par Bob Burns.

## Palmarès

### Oscar du meilleur film
- La Vie d'Émile Zola (The Life of Emile Zola), produit par Warner Bros.
  - Cette sacrée vérité (The Awful Truth), produit par Columbia
  - Capitaines courageux (Captains Courageous), produit par Metro-Goldwyn-Mayer
  - Rue sans issue (Dead End), produit par Samuel Goldwyn Productions
  - Visages d'Orient (The Good Earth), produit par Metro-Goldwyn-Mayer
  - L'Incendie de Chicago (In Old Chicago), produit par 20th Century Fox
  - Les Horizons perdus (Lost Horizon), produit par Columbia
  - Deanna et ses boys (One Hundred Men and a Girl), produit par Universal
  - Pension d'artistes (Stage Door), produit par RKO Radio Pictures
  - Une étoile est née (A Star Is Born), produit par Selznick International Pictures

### Oscar du meilleur réalisateur
- Leo McCarey pour Cette sacrée vérité (The Awful Truth)
  - William A. Wellman pour Une étoile est née (A Star Is Born)
  - Gregory La Cava pour Pension d'artistes (Stage Door)
  - Sidney Franklin pour Visages d'orient (The Good Earth)
  - William Dieterle pour La Vie d'Émile Zola (The Life of Emile Zola)

### Oscar du meilleur acteur
- Spencer Tracy pour Capitaines courageux (Captains Courageous)
  - Charles Boyer pour Marie Walewska (Conquest)
  - Fredric March pour Une étoile est née (A Star Is Born)
  - Robert Montgomery pour La Force des ténèbres (Night Must Fall)
  - Paul Muni pour La Vie d'Émile Zola (The Life of Emile Zola)

### Oscar de la meilleure actrice
- Luise Rainer pour Visages d'orient (The Good Earth)
  - Irene Dunne pour Cette sacrée vérité (The Awful Truth)
  - Greta Garbo pour Le Roman de Marguerite Gautier (Camille)
  - Janet Gaynor pour Une étoile est née (A Star Is Born)
  - Barbara Stanwyck pour Stella Dallas

### Oscar du meilleur acteur dans un second rôle
- Joseph Schildkraut pour La Vie d'Émile Zola (The Life of Emile Zola)
  - H. B. Warner pour Les Horizons perdus (Lost Horizon)
  - Ralph Bellamy pour Cette sacrée vérité (The Awful Truth)
  - Thomas Mitchell pour The Hurricane
  - Roland Young pour Le Couple invisible (Topper)

### Oscar de la meilleure actrice dans un second rôle
- Alice Brady pour L'Incendie de Chicago (In Old Chicago)
  - Claire Trevor pour Rue sans issue (Dead End)
  - Dame May Whitty pour La Force des ténèbres (Night Must Fall)
  - Andrea Leeds pour Pension d'artistes (Stage Door)
  - Anne Shirley pour Stella Dallas

### Oscar de la meilleure histoire originale
- Robert Carson (en) et William A. Wellman pour Une étoile est née (A Star Is Born)
  - Robert Lord pour La Légion noire (Black Legion)
  - Niven Busch pour L'Incendie de Chicago (In Old Chicago')
  - Heinz Herald et Geza Herczeg pour La Vie d'Émile Zola (The Life of Emile Zola)
  - Hans Kraly pour Deanna et ses boys (One Hundred Men and a Girl)

### Oscar du meilleur scénario adapté
- Heinz Herald, Géza Herczeg et Norman Reilly Raine pour La Vie d'Émile Zola (The Life of Emile Zola)
  - Vina Delmar pour Cette sacrée vérité (The Awful truth)
  - Marc Connelly, John Lee Mahin et Dale Van Every pour Capitaines courageux (Captaine Courageous)
  - Morrie Ryskind et Anthony Veiller pour Pension d'artistes (Stage Door)
  - Dorothy Parker, Alan Campbell et Robert Carson (en) pour Une étoile est née (A Star Is Born)

### Oscar de la meilleure musique de film
- Deanna et ses boys, Charles Previn, responsable du Universal Studio Music Department (pas de crédits compositeur spécifique)

### Oscar du meilleur court métrage en prises de vues réelles, une bobine
- The Private Life of the Gannets de Skibo Productions et Educational
  - A Night at the Movies de MGM
  - Romance of Radium de Pete Smith et MGM

### Oscar du meilleur court métrage en prises de vues réelles, deux bobines
- Torture Money de MGM
  - Deep South de RKO Radio
  - Should Wives Work? de RKO Radio

### Oscar du meilleur court métrage en prises de vues réelles(couleur)
- Penny Wisdom de Pete Smith et MGM
  - The Man Without a Country de Warner Bros
  - Popular Science J-7-1 de Paramount

### Oscar du meilleur court métrage d'animation
- Le Vieux Moulin (The Old Mill) de Walt Disney
  - The Little Match Girl de Charles B. Mintz et Columbia Pictures
  - Educated Fish de Paramount Pictures